# Cổng trời Quản Bạ

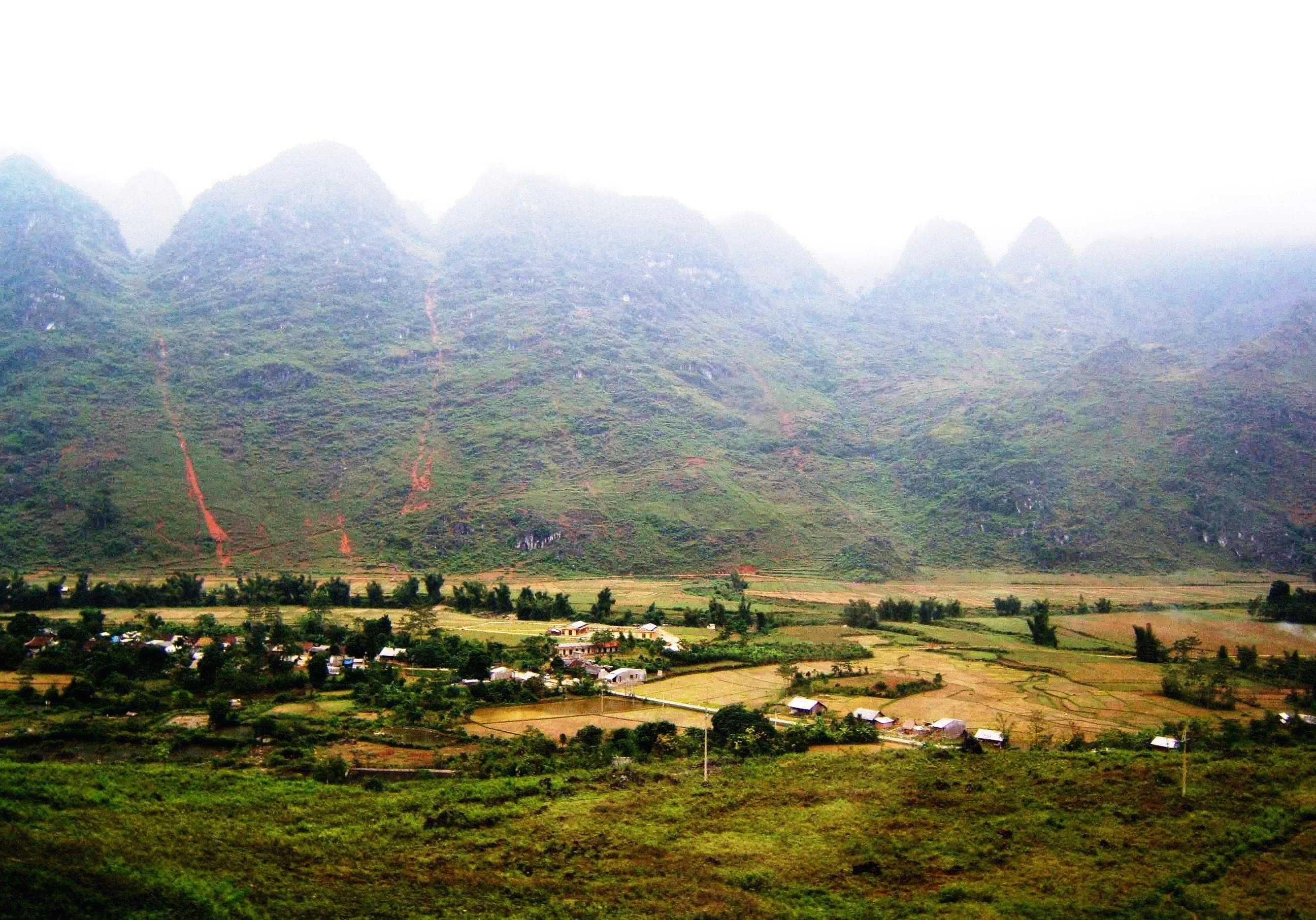
Từ lưng chừng Cổng Trời 2 nhìn về xã Đông Hà

Cổng trời Quản Bạ hay đèo Quản Bạ là các ngọn đèo trên quốc lộ 4C ở vùng đất xã Quản Bạ, tỉnh Tuyên Quang, Việt Nam. Nơi đây có độ cao hơn 1500m, là điểm xuất phát của một địa danh nổi tiếng khác “Con đường hạnh phúc” và là cửa ngõ đầu tiên dẫn vào cao nguyên đá Đồng Văn kỳ vĩ.
Do sự phát triển giao thông và du lịch dẫn đến tên gọi Cổng trời Quản Bạ chỉ đến hai đèo khác nhau, cách nhau cỡ 6 km với thị trấn Tam Sơn cũ 23°03′54″B 104°59′26″Đ / 23,064926°B 104,990587°Đ ở giữa. 
- Cổng Trời 1: Theo quan niệm hiện nay của khách du lịch từ miền xuôi lên, thì Cổng trời Quản Bạ nằm trên đoạn quốc lộ từ phường Hà Giang 1 lên xã Quản Bạ. Đỉnh đèo cách thành phố Hà Giang cũ cỡ 46 km, cách thị trấn Tam Sơn cũ cỡ 3 km. Tại đây cơ quan hữu trách đã xây biển thông báo "Cổng trời Quản Bạ" cỡ lớn và "Đài quan sát của cổng trời Quản Bạ" là nơi ngắm cảnh thung lũng thị trấn Tam Sơn cũ [5].
- Cổng Trời 2: Ở xã Lùng Tám giáp với phần đông xã Quản Bạ, là tên đã có từ lâu đời [2] 23°03′10″B 105°01′24″Đ / 23,052811°B 105,023221°Đ. Đây là đoạn đèo từ thị trấn trên núi cao đi xuống thung lũng sông Miện.

Một số người khi đi Quản Bạ còn nhầm lẫn gọi cả đèo Bắc Sum 22°59′46″B 104°56′06″Đ / 22,99619°B 104,934902°Đ ở km 34 từ thành phố Hà Giang cũ là Cổng Trời.